# Dutch Double Triathlon

Logo de l'édition 1999 du Dutch Double.

Le Dutch Double Triathlon est une compétition d'ultra-triathlon organisée par la fondation Dutch Ultra Triathlon Challenge aux Pays-Bas.  Elle s'est tenue de 1989  à 1993 ainsi qu'en 1995 et 1999.  L'épreuve consiste à enchaîner 7,6 km de natation, 360 km de cyclisme et 84,4 km de course à pied, c'est-à-dire des distances doubles de celles de l'ironman.
En 1995 et 1999, ont été disputés des relais sur la distance.

## Palmarès

### Solo
| Année | Partants | Lieu     | Homme           | Homme            | Femme          | Femme            |
| Année | Partants | Lieu     | Vainqueur       | Temps            | Vainqueur      | Temps            |
| ----- | -------- | -------- | --------------- | ---------------- | -------------- | ---------------- |
| 1989  | 15       | Lelystad | Wim Bart Knol   | 22 h 06 min 03 s | —              | —                |
| 1990  | 17       | Lelystad | Wito de Meulder | 22 h 27 min 03 s | Silvia Andonie | 25 h 58 min 26 s |
| 1991  | 21       | Lelystad | Mik Borsten     | 22 h 56 min 09 s | Astrid Benöhr  | 25 h 14 min 55 s |
| 1992  | 21       | Lelystad | Martin Feijen   | 21 h 07 min 19 s | Astrid Benöhr  | 23 h 45 min 02 s |
| 1993  | 22       | Lelystad | Mik Borsten     | 23 h 01 min 13 s | —              | —                |
| 1995  | 29       | La Haye  | Rudi Claes      | 21 h 02 min 58 s | Astrid Benöhr  | 24 h 01 min 54 s |
| 1999  | 14       | Rijswijk | Dave Clamp      | 23 h 01 min 44 s | Astrid Benöhr  | 25 h 33 min 17 s |

### Relais
| Année | Partants | Lieu     | Vainqueurs               | Temos            |
| ----- | -------- | -------- | ------------------------ | ---------------- |
| 1995  | 10       | La Haye  | Bike Team Sinzig I       | 17 h 29 min 29 s |
| 1999  | 4        | Rijswijk | Borsbeeks Triathlon Team | 19 h 48 min 32 s |